# Samiajij Miawpukek
Samiajij Miawpukek, kortweg Miawpukek, is een indianenreservaat in de Canadese provincie Newfoundland en Labrador. Het reservaat wordt bewoond door Mi'kmaq en ligt aan de zuidkust van het eiland Newfoundland.
Het is het enige indianenreservaat op Newfoudland en tegelijk het enige Mi'kmaqreservaat in de provincie. Het reservaat staat bestuurlijk onder controle van de Miawpukek First Nation, een Mi'kmaqstamoverheid.

## Geografie
Samiajij Miawpukek is gelegen nabij de monding van de rivier Conne in de Bay d'Espoir, aan de zuidkust van Newfoundland. Het ligt meer bepaald aan The Southeast, de barachois op het einde van die rivier. Het reservaat ligt aan het einde van Route 365, ten zuidwesten van het Provinciaal Park Jipujijkuei Kuespem. Recht tegenover het reservaat, aan de overkant van The Southeast, ligt het dorp Morrisville.

## Geschiedenis
De locatie aan de monding van de monding van de rivier Conne was oorspronkelijk een van de vele semipermanente kampplaatsen van de Mi'kmaq. Vanaf 1822 vestigden de eerste Mi'kmaq zich er ook permanent. Volgens de mondelinge geschiedenis was het vanaf circa 1870 echt een volwaardige Mi'kmaq-nederzetting.
Oorspronkelijk werd er in de gemeenschap veel gesproken in de Mi'kmaq-taal. Vanaf de vroege 20e eeuw begon de lokale katholieke kerk echter de taal actief te onderdrukken, onder andere door onderwijs in de inheemse taal te verbieden. Hierdoor ging de kennis van deze taal in Miawpukek geleidelijk aan bijna volledig verloren.
In 1971 werd de gemeenschap onder de naam Conne River officieel een gemeente met het statuut van town. In 1987 werd de gemeente opgeheven en officieel omgevormd tot een indianenreservaat. Hierdoor kreeg de gemeenschap onder andere zelf het lokaal onderwijs in handen. Het was in die tijd een erg arme plaats met veel werkloosheid. Samiajij Miawpukek wist zich echter geleidelijk aan op te werken tot een van de meest welvarende indianenreservaten van Atlantisch Canada.
In 2017 opende er een gloednieuw gemeenschapscentrum genaamd Se't A'newey Kina'matino'kuom. Het bouwwerk is niet alleen een plaats om samen te komen, maar huisvest ook de school voor kleuter- en lager onderwijs, evenals andere functies, zoals een kinderopvang en een tandartsenpost. In 2021 werd er begonnen met een project om de kinderen een basiskennis van de Mi'kmaq-taal aan te leren.
In 2023 telde het reservaat een supermarkt, drie restaurants, drie bed and breakfasts en een kampeerterrein.

## Demografie
De grote meerderheid van de bevolking is Mi'kmaq, al gaf bij de volkstelling van 2021 zo'n 15% van de inwoners aan geen inheemse etniciteit te hebben.
Het reservaat kent al vele tientallen jaren een vrijwel continue demografische groei. Tussen 1991 en 2021 steeg de bevolkingsomvang van 613 naar 953, wat neerkomt op een stijging van ruim 55% in dertig jaar tijd. Deze sterke bevolkingsgroei staat in schril contrast met de demografische situatie van het merendeel van de afgelegen plaatsen op Newfoundland.
| Demografische ontwikkeling van Samiajij Miawpukek tussen 1951 en 2021 |
| --- |
| |
| Bron: 1951–1986, 1991–1996, 2001–2006, 2011–2016, 2021 - De grote groei tussen 1956 en 1961 is grotendeels te verklaren doordat sinds dan ook omliggende bebouwing tot Conne River werd gerekend. |

### Taal
Volgens de volkstelling van 2021 hadden alle inwoners van Samiajij Miawpukek het Engels als moedertaal. Er waren in totaal 20 mensen die het Mi'kmaq machtig waren en vijftien mensen die het Frans machtig waren.

## Galerij

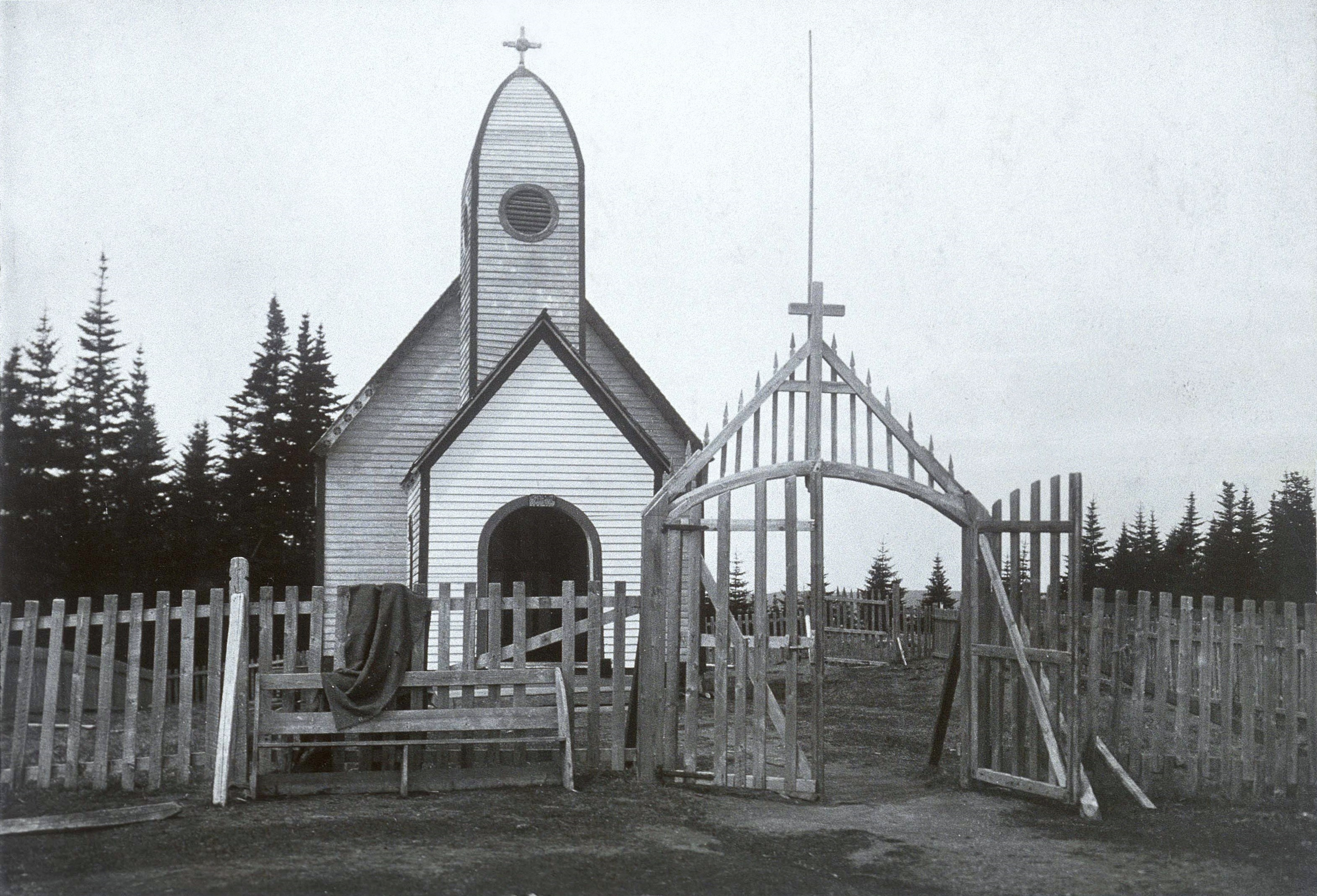
Kapel van de Mi'kmaqs (1908)
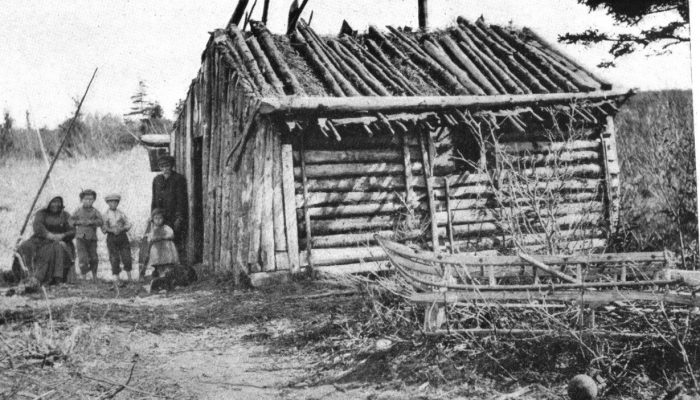
Huis van een Mi'kmaqgezin (1908)